# Варакин, Димитрий Сергеевич
Дими́трий (Дми́трий) Серге́евич Вара́кин (~1865, Нижний Новгород — ~1930) — старообрядческий начётчик белокриницкого согласия, полемист, писатель, протоиерей белокриницкой иерархии.

## Биография
В 1900—1910 годах совершил путешествие по Российской империи от Молдавии до Минусинска, во время которого участвовал в диспутах с новообрядческими миссионерами и представителями других старообрядческих согласий (часовенного согласия, поморского брачного согласия), защищая Белокриницкую иерархию. Только в 1907 году участвовал в 46 беседах. Написал ряд статей в журналах «Церковь» и «Старообрядец». Автор нескольких книг и брошюр. Был членом Союза старообрядческих начётчиков со времени его возникновения с 1906 года, и участником его съездов. Во время Гражданской войны Варакин был помощником епископа Александра Богатенко, местоблюстителя московского архиепископского престола. В июне 1920 года по просьбе председателя общины Н. Д. Зенина и местной общины храма Георгия Победоносца в Егорьевске Варакин был рукоположён епископом Александром во священники к этому храму. Во время священства отца Димитрия произошло увеличение численности паствы. В 1920 годы Димитрий Сергеевич Варакин — член Совета при архиепископе, постоянный участник Освященных Соборов. В июне 1924 года отец Димитрий переведён в Рязань, в 1929 году он из-за трений в общине был переведён в другой приход Московской губернии. Сведения о последних днях жизни Димитрия Сергеевича отсутствуют. 29 декабря 1932 года арестованный органами ОГПУ епископ Иринарх (Парфёнов) пояснил на допросе, что протоиерей Димитрий Варакин «умер в тюрьме».

## Сочинения

### Отдельные книги
- Рассмотрение примеров, приводимых в защиту реформ бывшего патриарха Никона / Д. Варакин. - Москва : Союз старообряд. начётчиков, 1908 (обл. 1909). - 169 с. ;
  - Рассмотрение примеров, приводимых в защиту реформ патриарха Никона / Д.С. Варакин. - М. : Церковь, 2000. - 127, [1] с. : ил., портр.; 20 см. - (Библиотека журнала "Церковь").
- Исправление книг в XVII столетии при бывшем патриархе Никоне / Д.С. Варакин. - Москва : типо-лит. И.Ф. Смирнова, 1910. - 43 с. ; 22 см. - (Библиотека "Старообрядческая мысль" / Под ред. В.О. Макарова и И.В. Галкина)
- Кузнецов А.Т., Варакин Д.С. Беседы старообрядцев, часовенного согласия А.Т. Кузнецова с защитником раскола австрийского толка Д.С. Варакиным в станице Коельской, Оренб. губ. 20 и 21 февраля 1909 г. / [Составитель очевидец Игнатий Пермикин]. - Троицк : тип. Берх, [1910]. - 41 с
- Пичугин Л.Ф., Мельников Ф.Е., Варакин Д.С. Беседы старообрядцев Л.Ф. Пичугина, представителя беспоповцев поморского брачного согласия и Ф.Е. Мельникова и Д.С. Варакина, представителей поповцев, приемлющих Белокриницкую иерархию 7, 8, 9 и 10 мая 1909 г. в аудитории Политехнического музея в Москве. - Москва : Совет помор. соборов и Союз старообрядч. начётчиков, [1910]. - 312 с
- Кузнецов А.Т., Варакин Д.С. Беседы старообрядцев, часовенного согласия А.Т. Кузнецова с защитником раскола австрийского толка Д.С. Варакиным в станице Коельской, Оренб. губ. 20 и 21 февраля 1909 г. / [Составитель очевидец Игнатий Пермикин]. - Троицк : тип. Берх, [1910]. - 41 с
- Может ли священник принять от ереси епископа / Д.С. Варакин. - Москва : Моск. старообряд. братство честного и животворящего креста господня, [1911]. - 47 с. ;
- Об уклонении епископов в заблуждение / [Д.С. Варакин]. - Москва : Моск. старообряд. братство честного и животворящего креста господня, [1911]. - 48 с
- Обзор вероучения странников-бегунов / Д.С. Варакин. - Москва : Старообряд. кн-во при Братстве честного и животворящего креста господня в Москве, 1911. - 54 с. ; 22 см. - (Старообрядческая библиотека)
- Без воли епископа : Мог ли священноинок Иероним принять митрополита Амвросия от ереси / Д.С. Варакин. - Москва : Кн-во Старообряд. братства честного и животворящего креста господня в Москве, 1912. - 76 с. ; 23 см. - (Старообрядческая библиотека)
- О седьминах пророка Даниила / Д.С. Варакин. - Москва : Кн-во Старообряд. братства честного креста господня в Москве, 1913. - 46, [1] с. ; 23 см. - (Старообрядческая библиотека)
- Иероним священноинок, а не самозванец : (Опровержение клеветы поморцев) / Д.С. Варакин. - Москва : Кн-во Старообряд. братства честного и животворящего креста господня в Москве, 1915. - 64 с. ;
- Кузнецов А. Т., Варакин Д. С. Полемика представителей часовенного и белокриницкого согласий А.Т. Кузнецова и Д.С. Варакина (О Церкви Христовой и Белокриницкой иерархии) : станица Коельская, Оренбургской губ. 1909 год. - [Репр. изд.]. - Москва : Археодоксія, 2009. - 38 c. ;

### Статьи в журнале «Старообрядец»
- Беседа Д.С. Варакина с мисс. Абрамовым о единоверии. С. 980 - 1005. Подпись: Один из бывших на беседе. / 1906,  Сентябрь (№ 9)
- О перекрещивании еретиков. (Беседа Д.С. Варакина с наставником поморского толка Пичугиным). С. 547 - 559. Подпись: С.Б.С. / 1907, Май (№ 5)